# CITE-FM
CITE-FM， 是一家位于加拿大魁北克蒙特利尔的调频广播电台，由贝尔传媒持有，主要播出成人当代音乐。该电台目前在皇家山发射，发射功率为42.9千瓦。